# Papabile
Papabile [papábile] (množina papabili, iz italijansko papabile – dobesedno zmožen postati papež, izvoljiv za papeža) je neuradno italijansko poimenovanje za katoliškega moškega, v praksi kardinala, za katerega novinarski komentatorji menijo, da ima realne možnosti izvolitve za novega papeža. Beseda se je prvič pojavila v Catholicon Anglicum, latinsko-angleškem slovarju iz 15. stoletja, vatikanologi pa jo danes uporabljajo v več jezikih.
Ni nujno, da je papabile kasneje tudi izvoljen. Med papabile, ki so bili izvoljeni za papeža, se uvrščajo Eugenio Pacelli (papež Pij XII.), Giovanni Montini (papež Pavel VI.), Joseph Ratzinger (papež Benedikt XVI.) in Jorge Mario Bergoglio (papež Frančišek). Občasno Kardinalski zbor izvoli človeka, ki ga večina vatikanskih opazovalcev ne šteje za papabila. Med drugimi so to bili papež Janez XXIII., papež Janez Pavel I. in papež Janez Pavel II.. Seznam papabilov se zaradi staranja kardinalov spreminja. Carla Mario Martinija so denimo šteli za papabila, dokler se ni upokojil kot nadškof ordinarij po doseženi starosti 75 let. Med vatikanologi je razširjen tudi rek: »Kdor vstopi v konklave kot papež, ga zapusti kot kardinal.«
Izraz papabile je v italijanščini sicer uporabljan tudi v drugih necerkvenih temah, kjer označuje ožje favorite med kandidati, ki se potegujejo za neko funkcijo.